# Болгарська хокейна ліга 2017—2018
Болгарська хокейна ліга 2017—2018 — 66-й розіграш чемпіонату БХЛ. У сезоні 2017—18 брали участь чотири клуби.

## Підсумкова таблиця
| М  | Команда          | І  | В  | ВО | ПО | П | Ш     | О  |
| -- | ---------------- | -- | -- | -- | -- | - | ----- | -- |
| 1. | СК «Ірбіс Скейт» | 12 | 12 | 0  | 0  | 0 | 92:22 | 36 |
| 2. | «Славія» (Софія) | 12 | 4  | 1  | 1  | 6 | 45:66 | 15 |
| 3. | НСА (Софія)      | 12 | 3  | 2  | 0  | 7 | 39:52 | 13 |
| 4. | ЦСКА (Софія)     | 12 | 2  | 0  | 2  | 8 | 44:80 | 8  |

Джерело: eliteprospects

Скорочення: М = підсумкове місце, І = ігри, В = перемоги, ВО = перемога в овертаймі або по булітах, ПО = поразки в овертаймі або по булітах, П = поразки, Ш = закинуті та пропущені шайби, О = набрані очки